# Дубровский, Максим Фёдорович
Максим Фёдорович Дубровский (21 ноября 1901, Борки, Минская губерния — не ранее 1950, СССР) — советский военный разведчик, полковник.

## Биография
Родился в белорусской крестьянской семье, владел польским языком.
Окончил сельскую школу в 1911.
В Красной армии с 1920, участник Гражданской войны, в ВКП(б) с 1925.
С сентября 1922 до октября 1923 учился на 6-х Минских пехотных командных курсах.
С октября 1923 до сентября 1925 являлся командиром отделения, взвода 5-го стрелкового полка 2-й стрелковой дивизии.
С 1925 до 1927 учился в Объединённой белорусской военной школе имени ЦИК БССР.
С сентября 1927 до апреля 1931 командир взвода 6-го стрелкового полка, курсовой командир, командир взвода, после чего до апреля 1935 помощник начальника строевого отдела Объединённой Белорусской военной школы имени ЦИК БССР.
С 1935 до 1938 оканчивал специальный факультет Военной академии имени М. В. Фрунзе. В РУ РККА секретный уполномоченный 1-го (западного) отдела с сентября 1938 до августа 1939, начальник 2-го отделения (Польша, Прибалтика, Румыния) 5-го (информационного) отдела с августа 1939 до сентября 1940.
С сентября по ноябрь 1940 находился в распоряжении разведывательного управления, после чего назначен преподавателем кафедры оперативно-тактической подготовки Высшей специальной школы Генерального штаба Красной армии.
Участник Великой Отечественной войны с ноября 1942. С января 1943 заместитель начальника штаба, затем начальник разведывательного отдела штаба 7-й отдельной армии. Впоследствии помощник представителя ГШ РККА при 1-й Польской армии.

### Звания
- подполковник;
- полковник (1944).

### Награды
- орден Ленина, три ордена Красного Знамени, ордена Отечественной войны I и II степеней, орден Красной звезды, медали.